# Protómaco
Protómaco (mitad del siglo V a. C. – después del 406 a. C.) fue un general y almirante ateniense.

## Biografía
Después de la derrota sufrida por Alcibíades en la batalla de Notio (407 a. C.), fue exiliado; en su lugar se nombraron diez estrategos (generales), entre ellos Protómaco.
Fue uno de los ocho generales atenienses que participó en la victoriosa batalla de Arginusas (406 a. C..), pero cuando él y sus colegas fueron reclamados en Atenas para ser juzgados, él y Aristógenes huyeron salvando sus vidas; los otros seis fueron condenados a muerte y ejecutados.